# Barcellona Pozzo di Gotto
Barcellona Pozzo di Gotto é uma comuna italiana da região da Sicília, província de Messina, com cerca de 41.569 habitantes. Estende-se por uma área de 58 km², tendo uma densidade populacional de 717 hab/km². Faz fronteira com Castroreale, Merì, Milazzo, Santa Lucia del Mela, Terme Vigliatore.

## Demografia
| Variação demográfica do município entre 1861 e 2011                               |
|                                                                                   |
| Fonte: Istituto Nazionale di Statistica (ISTAT) - Elaboração gráfica da Wikipedia |